# Auribus teneo lupum
Auribus teneo lupum — латинское крылатое выражение. Дословно переводится «держу волка за уши». Фраза применима к человеку, находящемуся в безвыходной ситуации, «меж двух огней». Английский аналог англ. To have a tiger by the tail — «держать тигра за хвост».
Выражение впервые встречается в произведении Светония «Жизнь двенадцати цезарей». Он говорит о притворных колебаниях Тиберия, пасынка императора Августа (сына его жены Ливии), перед объявлением о принятии власти.

Причиной его колебаний был страх перед опасностями, угрожавшими ему со всех сторон: «я держу волка за уши», — говорил он не раз.

Поговорка также встречается у Теренция

Федрия: Антифон! Счастливец! 
Антифон: Я? 
Федрия: Что любишь — дома у тебя.
Ты с бедой такого рода не был никогда знаком.
Антифон: Я, как говорится, волка за уши держу (лат. Auribus teneo lupum) сейчас
И не знаю, как его мне удержать, как выпустить!